# Anthonotha ernae
Anthonotha ernae är en ärtväxtart som först beskrevs av Max Julius Dinklage, och fick sitt nu gällande namn av J.Leonard. Anthonotha ernae ingår i släktet Anthonotha och familjen ärtväxter. Inga underarter finns listade i Catalogue of Life.